# تپه مونجقلی
تپه مونجقلی مربوط به سده‌های میانه اسلام است و در شهرستان ایجرود، بخش مرکز ی، دهستان گلابر، ۳۹۷۰ متری جنوب روستای زرین آباد واقع شده و این اثر در تاریخ ۱۵ دی ۱۳۸۷ با شمارهٔ ثبت ۲۴۰۵۲ به‌عنوان یکی از آثار ملی ایران به ثبت رسیده است.